# Eusebije Nikomedijski
Eusebije Nikomedijski (? - 341.) bio je kršćanski biskup Berita (današnji Bejrut), nakon toga biskup Nikomedije i, konačno, biskup Konstantinopola, najpoznatiji po tome što je krstio rimskog cara Konstantina.
Bio je u dalekom srodstvu s carem Konstantinom, a učitelj mu je bio Lucijan Antiohijski; dio povjesničara pretpostavlja da se zahvaljujući tome sprijateljio s Arijem, odnosno prihvatio stavove koji će kasnije biti poznati kao arijanstvo. Biskupom Nikomedije je postao u vrijeme dok je istočnim dijelom Carstva vladao car Licinije; postao je blizak caru i zbog toga je neko vrijeme bio u nemilosti Konstantina nakon što je Konstantin preuzeo vlast u cijelom Carstvu. Njegovi arijanski stavovi su poraženi na Prvom nicejskom saboru 325. Međutim, vještim političkim intrigama je uspio steći naklonost Konstantina te isposlovati progonstvo trojiće vodećih protivnika arijanstva - Eustatija Antiohijskog 330., Atanazija Aleksandrijskog 335. i Marcela iz Ankire 336. Pod utjecajem Eusebija su tada Konstantin i njegovi potomci stekli naklonost prema arijanstvu koju će carska vlast napustiti tek dolaskom Teodozija I. Eusebije je redovnika Wulfila poslao širiti kršćanstvo među Gotima, a zbog čega su Goti sljedećih stoljeća postali zagriženi arijanci. 
Ne smije ga se miješati s daleko poznatijim suvremenikom, crkvenim historičarom Euzebijem iz Cezareje.

## Vanjske poveznice
Korespondencija (tekst na engleskom)
- Arius to Eusebius
- Eusebius to Arius
- Eusebius to Paulinus of Tyre
- Eusebius to the Council of Nicaea
- Constantine on Eusebius' deposition
- Eusebius' confession of faith